# Сан Паоло Албанезе
Сан Па̀оло Албанѐзе (на италиански: San Paolo Albanese, на арбърешки Shën Pali Arbëresh, Шън Пали Арбъреш) е село и община в Южна Италия, провинция Потенца, регион Базиликата. Разположено е на 800 m надморска височина. Населението на общината е 280 души (към 2012 г.).
В това село живее албанско общество, наречено арбъреши. Те са се заселили в този район между XV и XVIII век като бежанци от османското владичество. Село хххх е част от етнографическия район Арберия.